# Бирчлер, Джеймс
Джеймс (Джим) Бирчлер (James «Jim» A. Birchler) — американский генетик, цитогенетик, специалист по кукурузе.
Доктор философии, заслуженный куратор-профессор Миссурийского университета, где трудится с 1991 года, член НАН США (2011).
Отмечен Barbara McClintock Prize (2020).

## Биография
Родился в семье учителей, вырос на ферме в Sparta, Illinois. Окончил Eastern Illinois University по ботанике и зоологии (бакалавр), докторскую степень (PhD) по генетике и биохимии получил в Индианском университете. Являлся постдоком в Ок-Риджской национальной лаборатории, а также в Калифорнийском университете в Беркли. В 1985 году зачислился в Гарвард, где преподавал. С 1991 года в штате Миссурийского университета, с 2009 года куратор-профессор (Curators' Professor), ныне заслуженный — биологических наук.
В качестве модельных организмов его лаборатория использует кукурузу и дрозофилу. В своей лаборатории он подготовил 35 постдоков.
С 1994 года являлся ассоциированным редактором журнала Genetics, является ассоциированным редактором G3: Genes, Genomics, Genetics. Состоит в редколлегии PNAS.
Фелло National Academy of Inventors (2014), Американской ассоциации содействия развитию науки (2002), Academy of Science, St. Louis (2016), Американского общества биологов растений (2017).
Автор более 250 работ, имеет несколько патентов. Редактор и соавтор книг Plant Centromere Biology и Polyploid and Hybrid Genomics (обе опубликованы Wiley-Blackwell в 2013).

## Награды и отличия
- Last Series Lecturer, MU Residence Hall Association (2002)
- Вошёл в число пяти «Teaching Legends», Mizzou Magazine (2003)
- Zeta Tau Alpha Faculty Appreciation (2003)
- MU Honors Convocation Faculty Mentor (2003)
- Award for Excellence in Academic Achievements, Northeast Normal University[англ.], КНР (2007)
- Эйнштейновский профессор Китайской АН (2014)[12]
- UM System President’s Award (2015)[13]
- Fellows Award, Academy of Science, St. Louis[англ.] (2016)[10]
- Профессор 2017 года, Southeastern Conference[14]
- Barbara McClintock Prize[англ.] (2020)[15]